# Kerk van Nossa Senhora da Anunciação

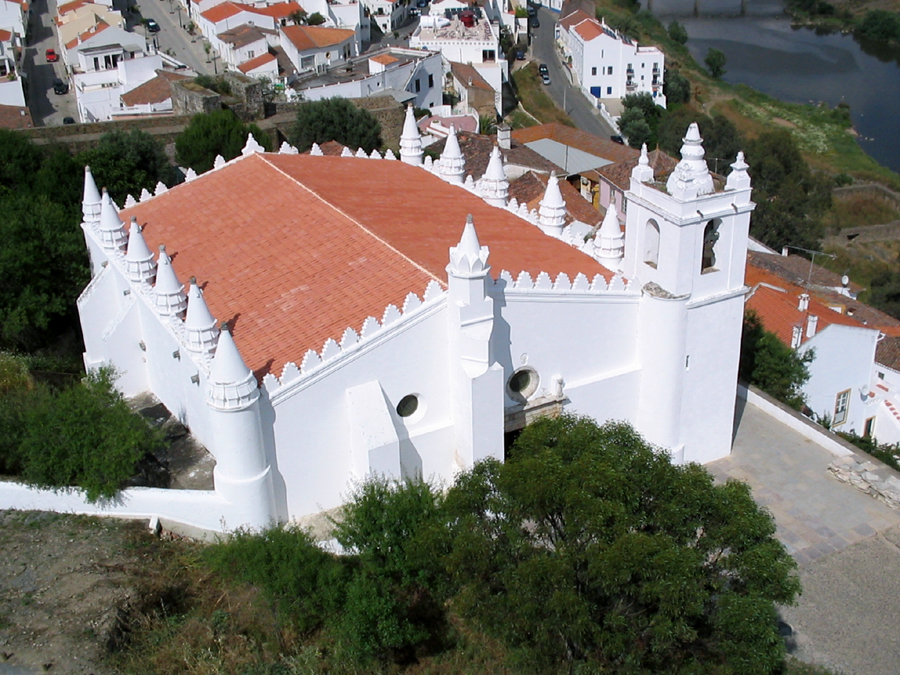
De parochiekerk van Mértola.

De kerk van Nossa Senhora da Anunciação (Portugees: Igreja Paroquial de Mértola/Igreja de Nossa Senhora da Assunção/Igreja de Nossa Senhora da Anunciação) is een 12e-eeuwse kerk en voormalige moskee in de gemeente Mértola, in de Portugese regio Alentejo.

## Geschiedenis

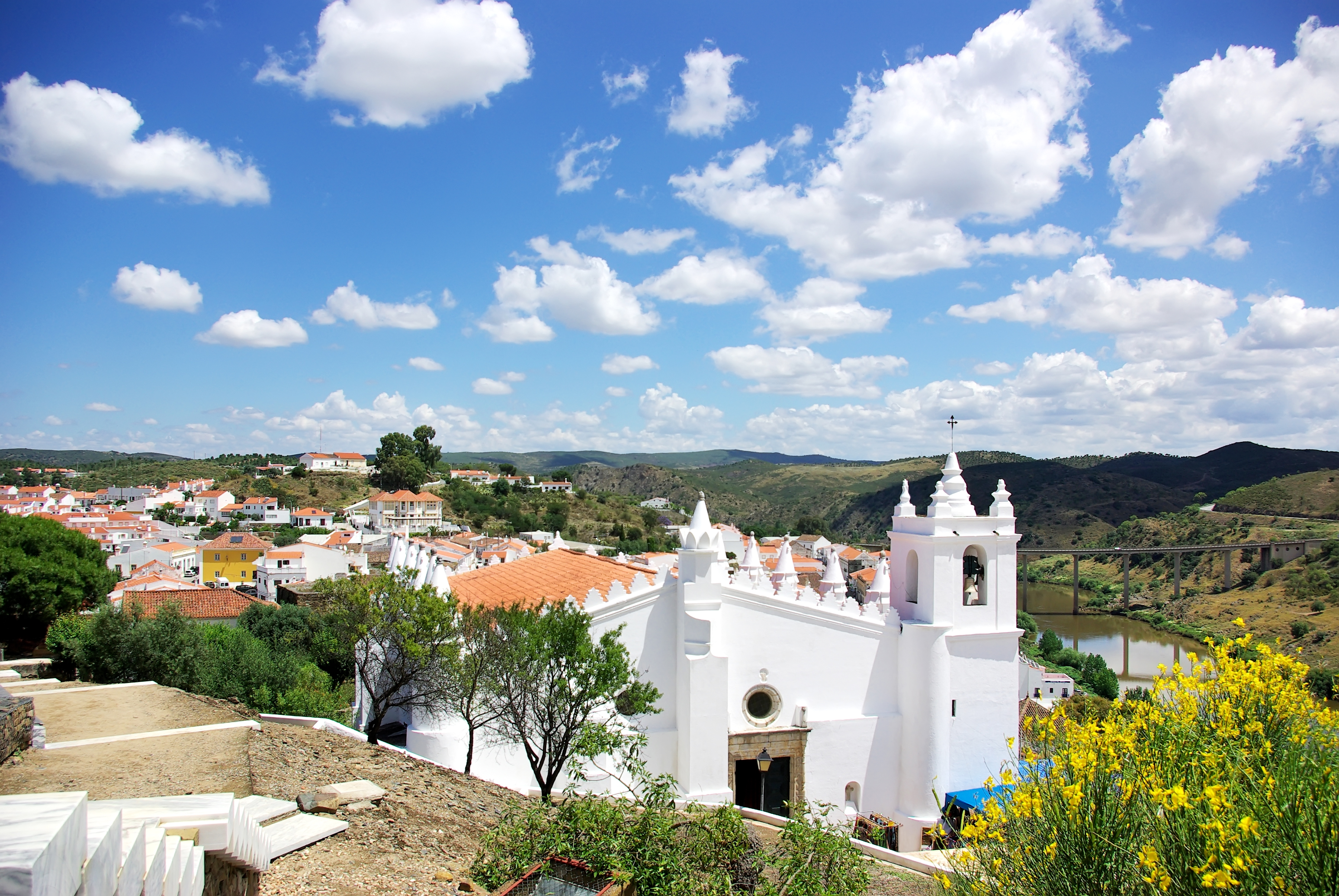
Zicht op de kerk met de gemeente Mértola op de achtergrond.

Het gebouw werd waarschijnlijk aan het einde van de 12e eeuw gebouwd als een moskee, maar reeds in de 13e eeuw werd het gebouw omgevormd tot een christelijke kerk. Daarbij werd het altaar naar de noordelijke muur verplaatst, maar ergens aan het eind van de 15e eeuw werd het opnieuw in het oosten gezet. 
Op een tekening uit 1506 (van de hand van Duarte de Armas) heeft de kerk een houten dak en een toren/minaret. Tegen het midden van de 16e eeuw beschreef Pedro Dias het gebouw als volgt: de minaret was toen al vervangen door een klokkentoren en het dak was versierd met kantelen. Tussen de 17e en 18e eeuw werd de klokkentoren gerenoveerd. 
Op 2 februari 1969 werd de regio getroffen door een aardbeving, waarbij de kerk beschadigd raakte.

## Architectuur

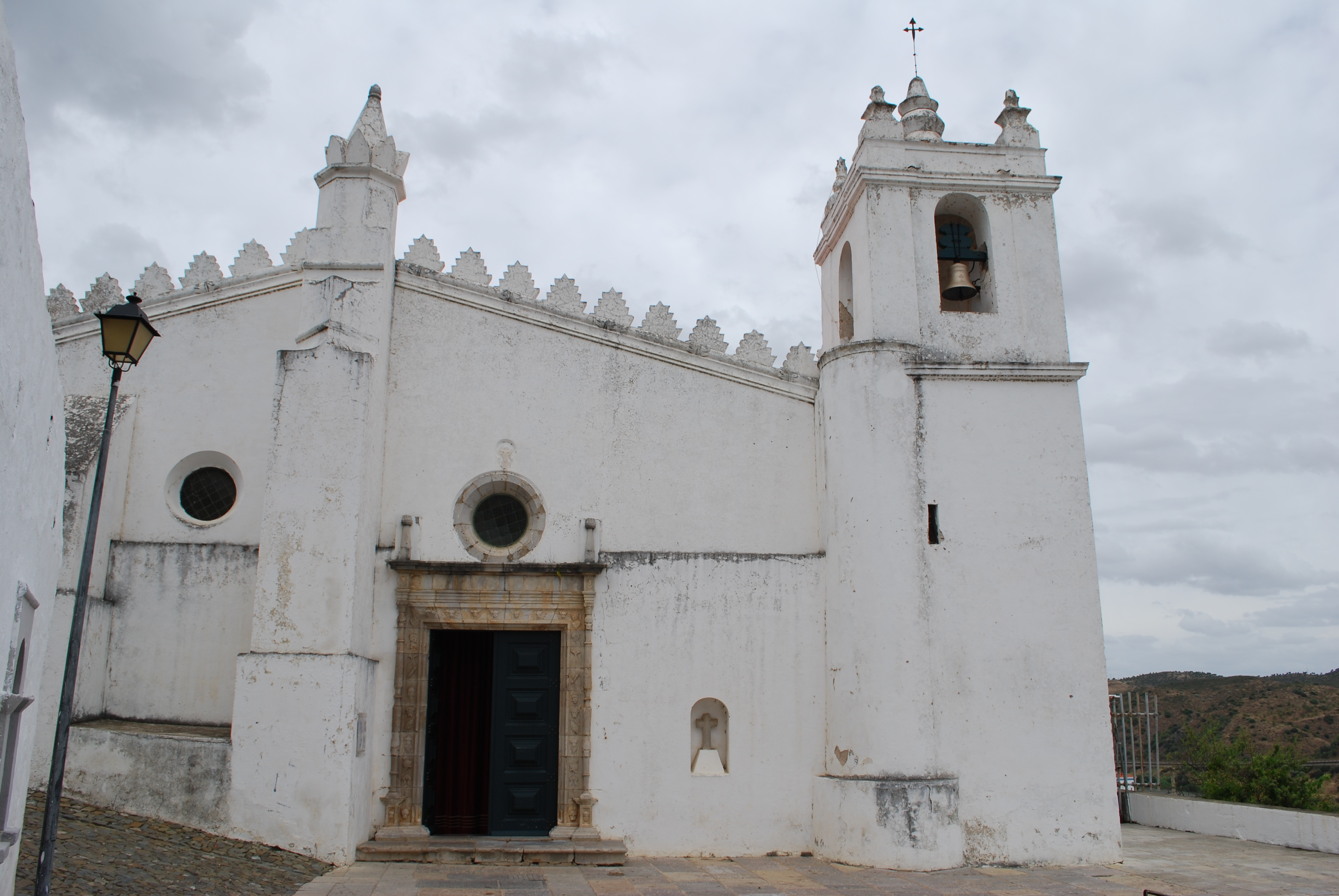
De hoofdgevel van het gebouw.

De kerk ligt op een afgelegen heuveltop, net onder het kasteel van Mértola, hoog boven de de rivier Guadiana.
Het grondplan bestaat uit een groot, rechthoekig schip, een rechthoekig bijgebouw (in het noorden), een vijfhoekige mihrab (in het oosten) en een vierkante klokkentoren (in het zuidoosten), elk met een verschillend pannendak. De vier gevels zijn versierd met driehoekige kantelen. 
Aan de achtergevel bevindt zich een portaal omlijst door alfiz.

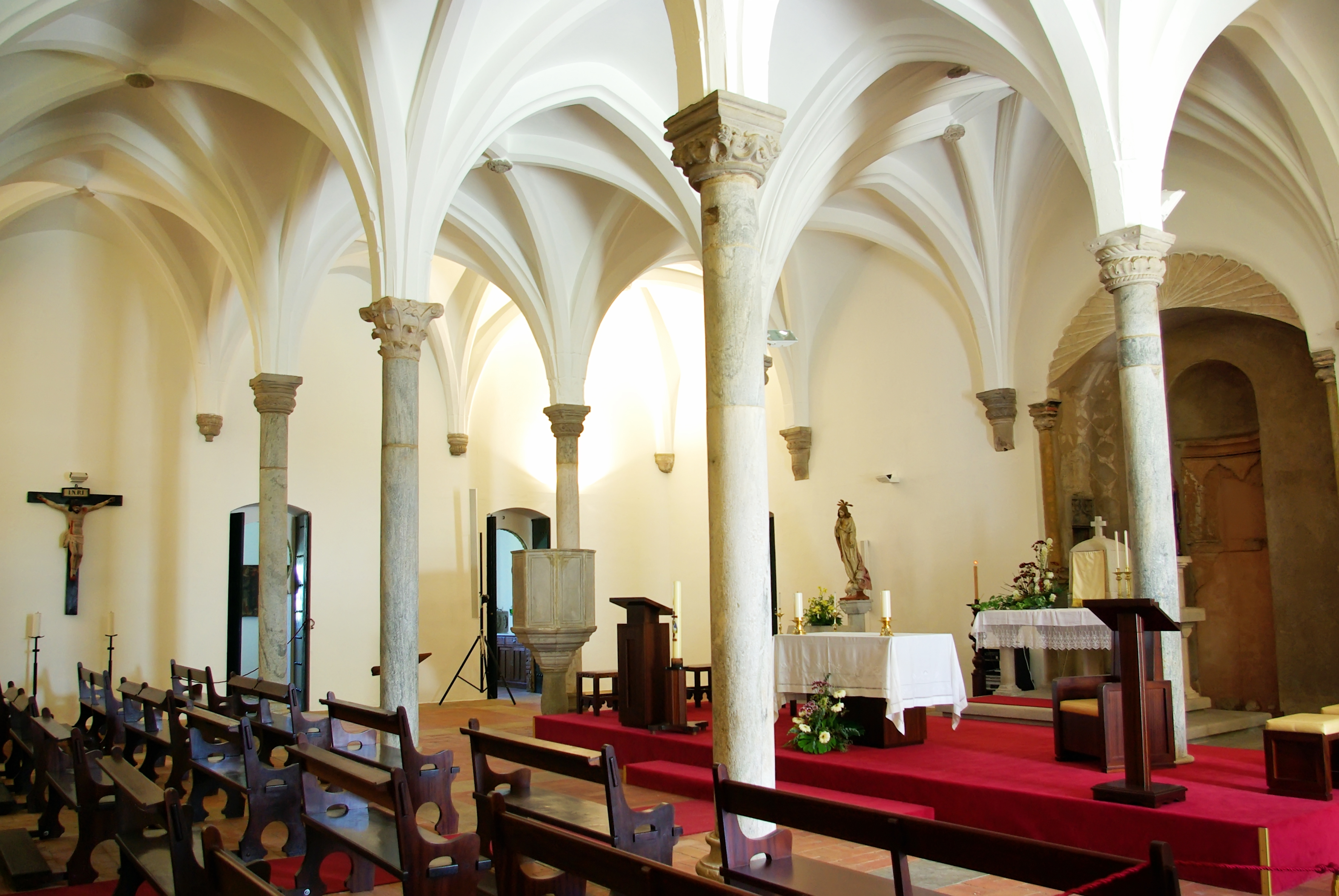
Het karakteristieke interieur met het gewelfde plafond en pilaren die typerend zijn voor islamitische architectuur, naast christelijke elementen.

Het interieur bestaat uit vijf beuken, verdeeld in vier secties met een centraal middenschip), en is overdekt met kruisgewelven. Het gedeelte voor het mihrab/hoofdaltaar is versierd met een gewelf met sterren. De mihrab zelf bestaat uit een afgeronde nis in de oostelijke muur ingelijst met stucwerk. 